# Šargija
Šargija (tur. sarki, 'istok') tradicijsko je žičano narodno glazbalo. U narodu se ponegdje šargiju naziva tamburom.

## Povijest
Vrlo je zastupljena u dinarskim krajevima. U njih je došao u vrijeme Osmanskog Carstva. Svirao se u većem dijelu Bosne: u Kraljevoj Sutjesci, okolici Travnika, Kreševa, Jajca, Žepča, Banje Luke, Usore, Tuzli, Derventi te cijeloj Bosanskoj Posavini. U tradiciju Bosne ušao je kao tursko glazbalo. Najvjerojatnije su ga svirali bosanski janjičari. U doba fra Grge Martića, kako je zapisao, kršćani šargiju nisu htjeli niti uzimati u ruke. Propašću osmanske vlasti krajem 19. stoljeća počinju ju svirati i katolici, većinom na selima. Malo pred Drugi svjetski rat uz šargiju se počinje koristiti i violina kao glazbena podloga uz pjevanje i igranje kola. U pojedinim mjestima su uz ta dva glazbala česte i dvojnice koje su svirali pastiri čuvajući blago.
Do 20. stoljeća svečanosti nisu mogle biti bez kola i pjesme uz šargiju. Uglavnom se sviralo i pjevalo u svadbama, na sijelima, prelima te nedjeljom i blagdanima ispred crkve nakon mise. Šargija je služila i za opuštanje nakon velikog rada: predenja vune, žetve pšenice, trganja i ljuštenja kukuruza vrijedni radnici okrunili bi dan radosnom pjesmom i kolom uz šargiju.

## Izrada i sviranje
Izrađuje se od trešnjinog, orahovog, javorovog ili jasenovog drveta. Trzanjem terzijana (trzalice) o žice dobiva se zvuk. Terzijan (trzalica) je uglavnom bila od trešnjine kore ili od goveđeg roga. U krajevima gdje žive Hrvati uglavnom je imala 4 žice, premda postoje šargije i s više žica, pa i do 12. Šargijaš ju najčešće nagađa (peri) troglasno po sluhu.

## Upotreba i popularna kultura
Bošnjaci šargiju koriste i u izvođenju izvorno bošnjačke glazbe, dok je tambura uglavnom povezana s Hrvatima i nekim Srbima.
Za popularizaciju šargije u novije vrijeme izuzetne zasluge imaju braća Ilija i Marko Begić iz Dervente, koji su tijekom 45 godina djelovanja za Sarajevsku diskrografsku kuću Diskoton snimili desetke albuma i sa stotinama pjesama, napunili dvorane te osvojili zlatne, srebrene i platinaste ploče.

## Štimanje šargije
Iskusni i dugotrajni svirači šargiju štimaju prema sluhu. Također se može štimati i preko raznih mobilnih aplikacija za štimanje gitare. Štimati se mogu na više različitih tonova, ovisi kako kojoj šargiji odgovara.
Često korištena štimanja na šargijama s 5 žica (od prve prema petoj žici): 
- A-A-A-D-G
- G-G-G-C-F
- G#-G#-G#-C#-F#
- A-A-D-G-G
- G-G-C-F-F i dr.

Štimanja na šargijama sa šest žica: A-A-A-D-G-G, G-G-G-C-F-F ...
Štimanja na šargijama s četiri žice: A-A-D-G, G-G-C-F ...